# Berlinetta

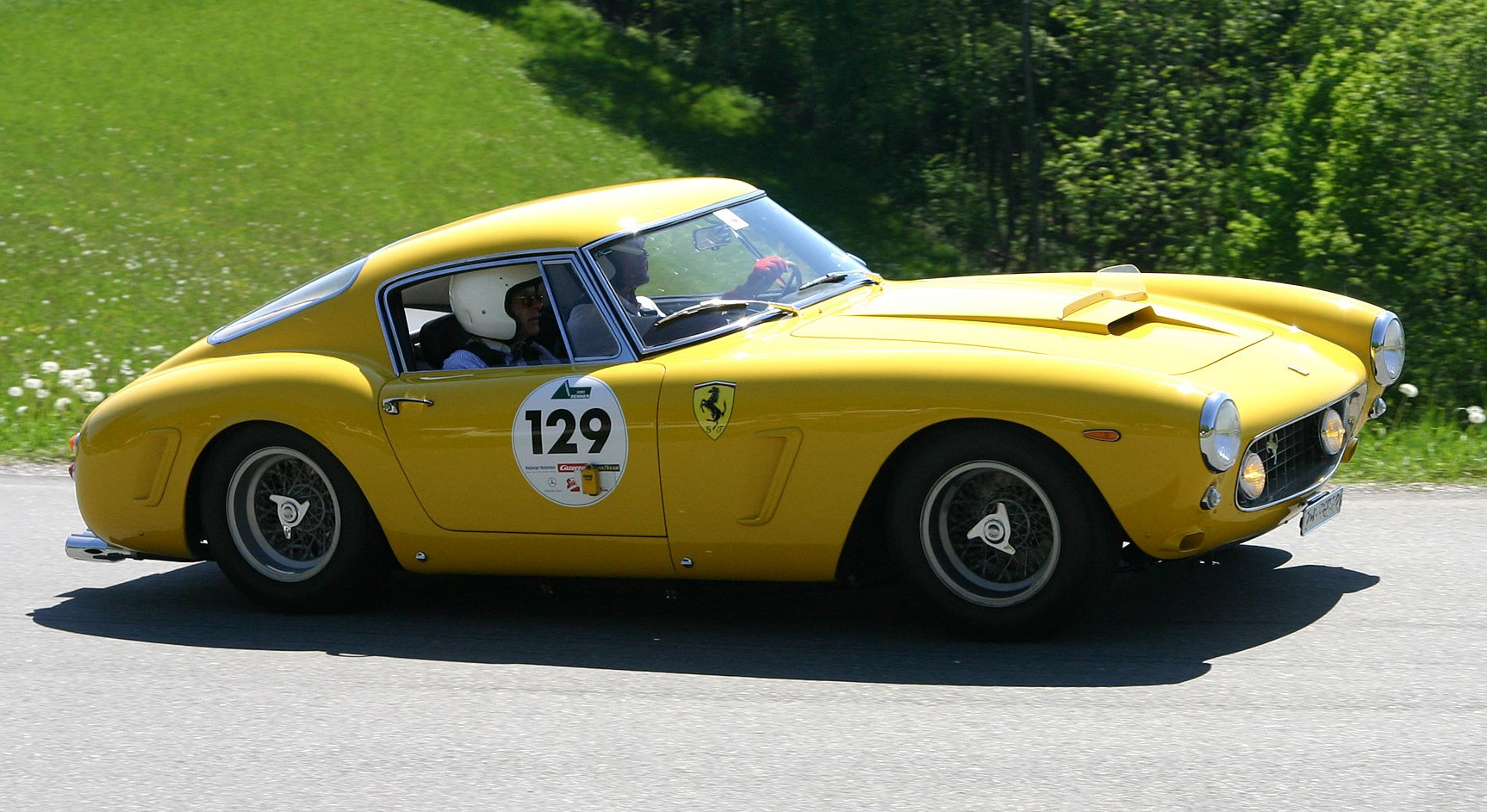
Ferrari 250GT Berlinetta

Берлинетта (итал. berlinetta) — обозначение типа автомобильного кузова, использовавшееся во франко-итальянском автопроме середины XX века: двухдверный двухобъёмный кузов с покатой линией крыши, не имеющий третьей двери с заднего торца. Кузов обычно двухместный, но может быть и по формуле 2+2 (два полноразмерных и два «детских» места). Фактически то же, что и фастбек.
В переводе с итальянского berlinetta означает «маленький седан».
Название широко употреблялось для дорожно-гоночных итальянских автомобилей GT 1950-1960-х годов, таких как Ferrari, Maserati, Alfa Romeo, и французского Alpine Renault. В США также производилась версия Chevrolet Camaro с названием «Берлинетта», с 1977 до 1986 года. 

## Notes
1. ↑  Laban, Brian. The Ultimate History of Ferrari. Bath: Parragon, 2002. ISBN 978-0-7525-8873-5.